# Syrphoctonus pacificus
Syrphoctonus pacificus är en stekelart som först beskrevs av Cresson 1879.  Syrphoctonus pacificus ingår i släktet Syrphoctonus och familjen brokparasitsteklar. Inga underarter finns listade i Catalogue of Life.